# Melčice-Lieskové
Melčice-Lieskové és un poble i municipi d'Eslovàquia que es troba a la regió de Trenčín.

## Història
La primera menció escrita de la vila es remunta al 1398.

## Demografia
| Godina             | 1994 | 2004   | 2014   | 2024   |
| ------------------ | ---- | ------ | ------ | ------ |
| Nombre de persones | 1541 | 1557   | 1619   | 1713   |
| Diferència         |      | +1,03% | +3,98% | +5,80% |

| Godina             | 2023 | 2024   |
| ------------------ | ---- | ------ |
| Nombre de persones | 1719 | 1713   |
| Diferència         |      | −0,34% |